# Gianfranco Couyoumdjian
Gianfranco Couyoumdjian (Roma, 9 maggio 1940 – Roma, 16 aprile 2010) è stato un produttore cinematografico e sceneggiatore italiano.
Ha prodotto film divenuti dei cult movie, come Zombi 2, Zombi Holocaust, Emanuelle e gli ultimi cannibali e La polizia accusa: il Servizio Segreto uccide e molti film d'azione diretti dallo specialista Antonio Margheriti.

## Filmografia

### Produttore
- La bella Antonia, prima monica e poi dimonia, regia di Mariano Laurenti (1972)
- La vedova inconsolabile ringrazia quanti la consolarono, regia di Mariano Laurenti (1974)
- La signora gioca bene a scopa?, regia di Giuliano Carnimeo (1974)
- Il vizio di famiglia, regia di Mariano Laurenti (1975)
- La polizia accusa: il Servizio Segreto uccide, regia di Sergio Martino (1975)
- La dottoressa sotto il lenzuolo, regia di Gianni Martucci (1976)
- La banda del trucido, regia di Stelvio Massi (1977)
- Emanuelle e gli ultimi cannibali, regia di Joe D'Amato (1977)
- Dove vai se il vizietto non ce l'hai?, regia di Marino Girolami (1979)
- Zombi 2, regia di Lucio Fulci (1979)
- Zombi Holocaust, regia di Marino Girolami (1980)
- L'ultimo cacciatore, regia di Antonio Margheriti (1980)
- Mia moglie torna a scuola, regia di Giuliano Carnimeo (1981)
- I cacciatori del cobra d'oro, regia di Antonio Margheriti (1982)
- Fuga dall'arcipelago maledetto, regia di Antonio Margheriti (1982)
- Tornado, regia di Antonio Margheriti (1983)
- Arcobaleno selvaggio, regia di Antonio Margheriti (1984)
- Una donna da scoprire, regia di Riccardo Sesani (1986)
- Colli di cuoio, regia di Ignazio Dolce (1988)
- Angel Hill, regia di Ignazio Dolce (1988)
- Alien degli abissi, regia di Antonio Margheriti (1989)
- L'ultimo volo all'inferno, regia di Ignazio Dolce (1990)

### Sceneggiatore
- Il vizio di famiglia, regia di Mariano Laurenti (1975)
- La polizia accusa: il Servizio Segreto uccide, regia di Sergio Martino (1975)
- Dove vai se il vizietto non ce l'hai?, regia di Marino Girolami (1979)
- L'ultimo cacciatore, regia di Antonio Margheriti (1980)
- Mia moglie torna a scuola, regia di Giuliano Carnimeo (1981)
- I carabbimatti, regia di Giuliano Carnimeo (1981)
- I cacciatori del cobra d'oro, regia di Antonio Margheriti (1982)
- Fuga dall'arcipelago maledetto, regia di Antonio Margheriti (1982)
- Tornado, regia di Antonio Margheriti (1983)
- Arcobaleno selvaggio, regia di Antonio Margheriti (1984)